# Garrett Temple

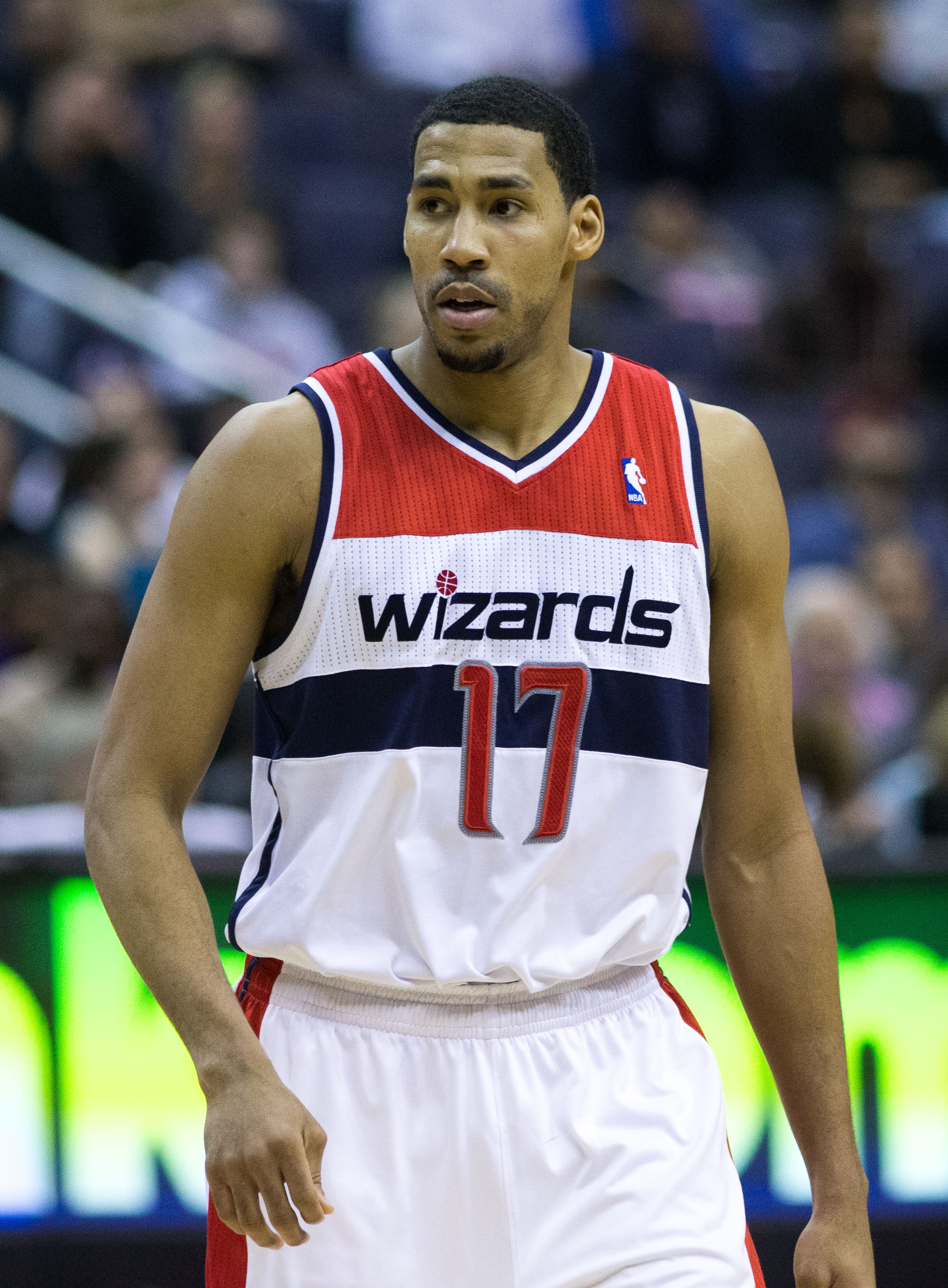
Garrett Temple, 2013.

Garrett Bartholomew Temple, född 8 maj 1986 i Baton Rouge i Louisiana, är en amerikansk professionell basketspelare (SF/SG) som spelar för Toronto Raptors i National Basketball Association (NBA). Han har tidigare spelat för Houston Rockets, Sacramento Kings, San Antonio Spurs, Milwaukee Bucks, Charlotte Bobcats, Washington Wizards, Memphis Grizzlies, Los Angeles Clippers, Brooklyn Nets, Chicago Bulls och New Orleans Pelicans.
Temple blev aldrig NBA-draftad.
Innan han blev proffs studerade Temple vid Louisiana State University och spelade för deras idrottsförening LSU Tigers.